# Reichswehr
La Reichswehr (en alemán, literalmente: «defensa imperial») fue el nombre dado a las fuerzas armadas de Alemania desde 1921 hasta 1935, cuando el régimen nazi de Adolf Hitler rebautizó a las mismas como Wehrmacht.

## Origen
Al terminar la Primera Guerra Mundial, las fuerzas armadas del Imperio alemán se habían desintegrado, abandonando sus cuarteles y bases sin esperar una orden oficial para ello, tal como sucedió con soldados y marineros en los primeros días de la Revolución de Noviembre de 1918. Muchos veteranos de la contienda se unieron a los Freikorps (cuerpos libres), una colección de unidades paramilitares de voluntarios, mayormente con ideología de ultraderecha, que estuvieron implicadas en choques violentos con los revolucionarios espartaquistas entre 1918 y 1923, así como en luchas contra milicias de socialistas y comunistas.
La República de Weimar, constituida el 6 de marzo de 1919, promulgó un decreto sobre la Vorläufige Reichswehr ("Fuerza provisional para la defensa imperial"), que constaba de un Vorläufiges Reichsheer ("Ejército imperial provisional") y una Vorläufige Reichsmarine ("Marina imperial provisional") como sustento de unas renovadas fuerzas armadas, en tanto que el antiguo Ejército Imperial estaba disuelto en la práctica y los aliados vencedores no admitían una reconstrucción de fuerzas armadas alemanas poderosas, aunque cerca de 400 000 hombres prestaron servicios en el reconstruido Reichsheer a lo largo de los años.

## Funcionamiento

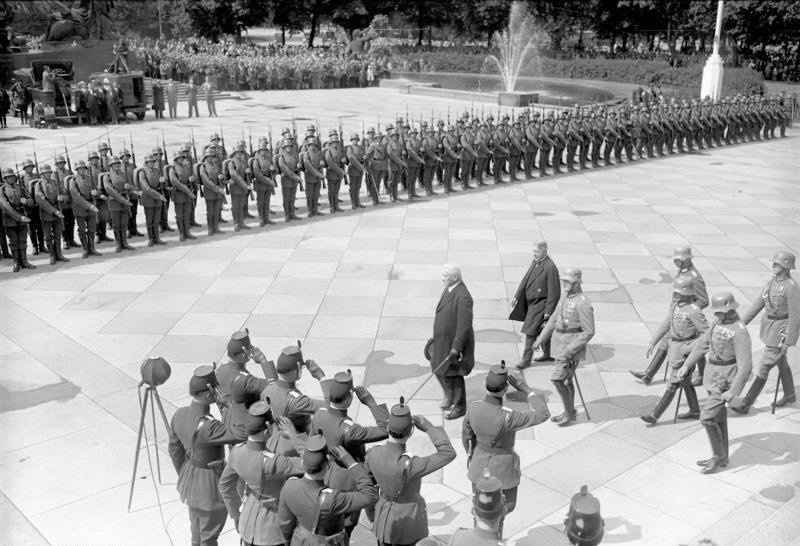
El mariscal Paul von Hindenburg ante una compañía de honor de la Reichswehr, en 1926.

El ejército se reorganizó el 30 de septiembre de 1919, llamándose Übergangsheer ("Ejército Transitorio"). Este cuerpo duraría hasta el 1 de enero de 1921, cuando la Reichswehr fue creada oficialmente con las limitaciones impuestas por el Tratado de Versalles que, entre otras cosas, establecía que las fuerzas de combate del nuevo ejército tendrían un límite máximo de 100 000 hombres (incluyendo en este número oficiales y soldados). Las nuevas fuerzas armadas estaban compuestas por:
- Reichsheer: ejército consistente en dos comandos de grupo, siete divisiones de infantería y tres divisiones de caballería. Por disposición del Tratado de Versalles, estaba prohibido que dispusiera de tanques, artillería pesada y aviación, y el número de sus efectivos de combate no podría superar los 100 000 individuos a la vez.

- Reichsmarine: la nueva marina de guerra, limitada a un puñado de naves de combate y sin opción a desarrollar barcos de un tonelaje mayor a los que poseían Gran Bretaña o Francia. A su vez, debían quedarse casi sin cruceros ni acorazados (que ya habían sido requisados por las potencias vencedoras). Quedó prohibido que esta nueva marina poseyera submarinos y aviación de apoyo (como hidroaviones).

Junto con ello, el Tratado de Versalles prohibió a Alemania poseer cualquier clase de aviación militar, admitiendo sólo el empleo de aeronaves para uso puramente civil, y que no pudieran ser reconvertidas para fines bélicos.
A pesar de las limitaciones impuestas a su tamaño y características, se efectuaron análisis de las pérdidas ocurridas durante la Primera Guerra Mundial, prosiguiendo la investigación y el desarrollo, así como el estudio de nuevas técnicas de combate terrestre y aéreo mediante convenios con el Ejército Rojo (aprovechando que la Unión Soviética se hallaba en una situación similar, al sufrir un casi total aislamiento diplomático y no tener acuerdos de cooperación con Gran Bretaña o Francia).
Esta situación forzó, desde 1926, una sorprendente colaboración entre Alemania y la URSS para realizar estudios conjuntos de táctica militar. Esto permitía a los oficiales alemanes poner en marcha maniobras secretas y clandestinas sobre el empleo de tanques en una escuela de artillería situada en las afueras de la ciudad de Kazán (lo cual era imposible de ejecutar en suelo germano). También, los Gobiernos alemán y soviético construyeron una escuela de aviación para pilotos de caza en la localidad rusa de Lípetsk (440 km al sureste de Moscú) para ser empleada en el entrenamiento de aviadores germanos en combate aéreo de todo tipo, actividad que el Tratado de Versalles prohibía en la misma Alemania. Mientras tanto, los oficiales soviéticos (que carecían agudamente de jefes expertos tras el exilio o muerte de estos en la guerra civil rusa) se beneficiaron al conocer doctrinas y métodos más avanzados utilizados en el resto de Europa por el contacto con los militares alemanes. Tal colaboración duró hasta fines de 1933.
Aunque los aliados vencedores habían prohibido que el nuevo ejército alemán tuviera un Estado Mayor, se continuó contando con las funciones típicas de un Estado Mayor central bajo el nombre "disfrazado" de Truppendienstamt ("Oficina de servicios para la tropa"). Durante este período, se formaron académicamente muchos oficiales de nivel medio que serían los futuros jefes de la Wehrmacht, como Heinz Guderian, Erwin Rommel, Walter Model o Günther von Kluge. 
Fue el veterano jefe militar Hans von Seeckt (1866-1936) quien ejerció la mayor influencia en la evolución de la Reichswehr durante el período 1920 a 1926, como "jefe de la dirección del ejército", luchando para que la oficialidad alemana no olvidase la investigación en táctica militar y métodos de combate. La reducción de los efectivos del ejército alemán, desde los 780 000 integrantes en tiempo de paz que tenía en el año 1913 hasta los 100 000 permitidos en 1921, sirvió para mejorar realmente la calidad del mismo, pues solamente los aspirantes con mayor talento lograban enrolarse en las fuerzas armadas como oficiales o suboficiales, elevando mucho el nivel de conocimientos y capacidad del militar alemán promedio en comparación a sus pares del resto de Europa. 
Dicha limitación numérica contribuyó igualmente a que se buscaran nuevos métodos de combate y se adoptaran las doctrinas de rapidez y movilidad para la defensa, empleando al máximo tanques y carros de combate junto con la infantería; la inferioridad numérica impuesta en 1919 tornaba inviable para los oficiales alemanes aplicar en la Reichswehr los conceptos tradicionales de ataque y defensa de la Primera Guerra Mundial, basados en varios miles de soldados atrincherados en frentes estáticos y lanzados por centenares a oleadas de ataque. Estas tesis de "guerra moderna" fueron defendidas por von Seeckt y el joven general Heinz Guderian, que conducirían más adelante al método germano de la guerra relámpago denominado Blitzkrieg, que a su vez tomaba elementos claves del concepto de guerra acorazada planteado por el británico Basil Liddell Hart y de la "defensa en profundidad" del soviético Mijaíl Tujachevski. Del mismo modo, se investigó sobre las tácticas de "fuego y movimiento", el valor de la artillería móvil, y la colaboración de todas las armas en operaciones terrestres.
En cuestiones políticas, la Reichswehr nunca fue una aliada ni simpatizante de la democracia alemana, pues los oficiales más veteranos (como el mariscal Paul von Hindenburg, su jefe ceremonial) no mostraban simpatías por el republicanismo y mantenían una ideología conservadora que veía a la República de Weimar como "hija de la derrota" y simple consecuencia de un nefasto desastre bélico. Pese a este sentimiento extendido, los altos jefes de la Reichswehr se mantuvieron leales al Gobierno democrático de la República de Weimar, sin intervenir en las luchas políticas de esos años ni tomar partido por algún movimiento en particular. Este rasgo de "no intervención en política" y de que "el ejército se halla por encima de los partidos" fue defendido por von Seeckt y por su protegido, el general Kurt von Schleicher, lo cual acentuó el carácter puramente técnico y apolítico del estamento militar alemán, que conforme a esta idea se obligaba a obedecer sin críticas ni dudas a las autoridades civiles de turno.

## Tras 1933
La doctrina de la Reichswehr (de evitar involucrarse con los partidos políticos) había permitido a sus jefes actuar de modo bastante autónomo ante la República de Weimar, pero también había instaurado una creencia en la obediencia ciega a las órdenes de la autoridad política de turno. Ello redujo asimismo la probabilidad de que los militares profesionales resistieran al nazismo, siguiendo los planes de Adolf Hitler sin cuestionamiento alguno. 
De 1933 a 1934, después de que Adolf Hitler se convirtiera en canciller de Alemania, la Reichswehr comenzó un programa secreto de expansión, que finalmente llegó a ser público con la creación formal de la Wehrmacht en 1935 y la renuncia pública de Hitler a seguir respetando las cláusulas del Tratado de Versalles.